# Anastassija Eduardowna Talysina
Anastassija Eduardowna Talysina (russisch Анастасия Эдуардовна Талызина, wiss. Transliteration Anastasija Ėduardovna Talyzina; * 5. Juli 1999 in Moskau) ist eine russische Schauspielerin.

## Leben
Talysina wurde am 5. Juli 1999 in Moskau als Tochter der Theater- und Filmschauspielerin Xenija Leonidowna Chairowa geboren. Ihre Großmutter war die Schauspielerin Walentina Illarionowna Talysina. Mit drei Jahren begann sie mit dem Ballett. Aufgrund einer Verletzung musste sie den Traum, Ballerina zu werden, begraben und trat in die Fußstapfen ihrer weiblichen Vorfahren und schlug eine Karriere als Schauspielerin ein.
Sie debütierte 2019 im Horrorfilm Queen of Spades – Through the Looking Glass in der Rolle der Alice, in dem sie an den Folgen ihres Wunsches, ihren Lehrer küssen zu dürfen, umkommt. 2020 übernahm sie in fünf Episoden der Mini-Serie Patriot die Rolle der Lena. 2021 verkörperte sie eine weitere Charakterrolle in Delo.

## Filmografie (Auswahl)
- 2019: Queen of Spades – Through the Looking Glass (Pikovaya dama. Zazerkale/Пиковая дама: Зазеркалье)
- 2020: Posledstviya (Последствия)
- 2020: Mortvyye dushi (Мёртвые души)
- 2020: Patriot (Патриот) (Mini-Serie, 5 Episoden)
- 2020: Tonkie Materii (Тонкие материи) (Fernsehfilm)
- 2021: Vladivostok (Владивосток)
- 2021: Delo (Дело)
- 2021: Patriot-2 (Патриот-2)